# Eita Lucas!
Eita Lucas! é um game show brasileiro exibido pelo SBT desde 8 de março de 2025. É apresentado por Lucas Guimarães.

## Formato
A cada episódio, Lucas Guimarães visita uma cidade brasileira para trazer uma série de desafios em dinheiro com convidados da plateia que testam o seu raciocínio lógico ou a coragem e até mesmo o talento no Chuveiro ou Dinheiro. A atração também conta com apresentações especiais para agitar o público.

## Produção
Em novembro de 2023, Lucas Guimarães foi contratado pelo SBT para apresentar um novo programa nas tardes de sábado da emissora, mas adotando um formato diferente de atrações convencionais da emissora, sendo gravado ao ar livre e sem estúdio fixo. A data inicial de estreia foi marcada para o dia 7 de março de 2024, no entanto, a atração foi adiada para maio, depois julho, agosto, outubro e depois para o primeiro semestre de 2025 após reprovações de pilotos, além dos altos custos para a produção de externas e outros fatores. Um dos pilotos gravados em 2023 chegou a ser alvo de críticas por conta das temperaturas elevadas, sendo gravado no antigo parque de provas do CDT da Anhanguera, levando até a denúncias de falta de oferecimento de alimentação e água para o público presente.
Em outubro de 2024, Gustavo Vaccari, que seria o diretor do programa, foi demitido da emissora após uma política de cortes de gastos do canal, causando assim o engavetamento do projeto. Após os adiamentos, a atração voltou a sair do papel e a sua estreia foi finalmente marcada para o dia 8 de março de 2025, com o anúncio sendo feito durante o Teleton em 9 de novembro de 2024.
Um novo piloto foi gravado em Manaus no dia 15 de dezembro de 2024 na Praia da Ponta Negra, contando com as presenças de Erika Schneider e Isabelle Nogueira como assistentes de palco.

## Quadros
- Chuveiro ou Dinheiro
- Pegue o Que Der
- Carona da Sorte
- Lucas por Aí
- Game do Povo